# 38046 Krasnoyarsk
38046 Krasnoyarsk este o planetă minoră (asteroid), cu un diametru de 16,493 km, din centura de asteroizi. A fost descoperită pe 20 septembrie 1998 la Observatorul European Austral de Eric Walter Elst și a fost numită după Krasnoiarsk. 
Obiectul prezintă o orbită caracterizată de o semiaxă mare de 3,9599417 UAi, o excentricitate de 0,21, o înclinație de 3,00988 ° în raport cu ecliptica.